# Tempski
Tempski (Tamski, Tempsky, Tępski, Esden-Tempski, Zdun-Tempski) – herb szlachecki używany przez pomorską rodzinę szlachecką, herb własny rodziny Tempski.

## Opis herbu
Herb znany był w kilku wariantach. Opisy z wykorzystaniem klasycznych zasad blazonowania:
Tempski I: W polu błękitnym półksiężyc na opak z twarzą złoty, z takąż gwiazdą z lewej i misą srebrną, na której głowa brodata na wprost. W klejnocie nad hełmem w koronie trzy strzały na opak w wachlarz. Labry błękitne podbite złotem.
Tempski Ia: W polu błękitnym półksiężyc na opak z twarzą złoty, z takąż gwiazdą z prawej i misą srebrną, na której głowa brodata z profilu. Klejnot: nad hełmem bez korony trzy strzały srebrne w wachlarz. Labry błękitne podbite złotem.
Tempski Ib: W polu błękitnym półksiężyc na opak z twarzą złoty, z takąż gwiazdą poniżej i misą srebrną, na której jabłko (kula?) Klejnot: nad hełmem bez korony trzy strzały srebrne w wachlarz. Labry błękitne podbite złotem.
Tempski II: W polu błękitnym półksiężyc na opak z twarzą, złoty, pod nim takaż gwiazda, pod nią takiż półksiężyc z twarzą. Brak hełmu, korony, labrów i klejnotów.
Tempski III: Na tarczy dzielonej w pas, w polu górnym, srebrnym, półksiężyc z twarzą złoty w prawo, z takąż gwiazdą między rogami, w polu dolnym, błękitnym, półksiężyc złoty z twarzą. Klejnot: nad hełmem w koronie trzy strzały srebrne bez opierzenia w wachlarz. Labry błękitne podbite złotem.

## Najwcześniejsze wzmianki
Herb w wersji podstawowej najwcześniej pojawił się w herbarzu Ledebura (Wappenbuch der Preussischen Monarchie, 1836), tzw. "nowym" Siebmacherze (Der Adel des Königreichs Preußen, 1906) i herbarzu Emiliana Szeliga-Żernickiego (Der Polnische Adel, 1900, Die Polnischen Stammwappen, 1904)
Wersje Ia, Ib i II herbu przytoczone zostały w różnych wydaniach "nowego" Siebmachera (Ausgestorbener Preussischer Adel. Provinz Pommern, 1894, Der Adel des Königreichs Preußen, 1906).
Wersja III herbu pojawiła się w obu pracach Żernickiego.

## Herbowni
Tempski (Tamski, Tempsky, Temski, Tęmpski, Tępski, Tomski) z przydomkami Zdun (Sdune, Sdunen, Eisedun, Esdun, Esden), Wieszka (Wyszka, Wuzek), Witk.

### Rodzina Tempski
Drobna szlachta kaszubska, biorąca nazwisko od wsi Tępcz. Jej protoplastą mógł być Jenik z Tempcza wymieniony w 1372 roku. W 1570 roku właścicielami wsi byli Baltazar Wieszka, Fabian Zdun i Jerzy Byczyk. Większość tych nazwisk w latach późniejszych było przydomkami przy nazwisku Tempski. Licznych przedstawicieli rodziny notowano w gniazdowej wsi, podzielonej na działy, w wiekach XVI i XVII, zaś w kolejnym stuleciu także w innych częściach Kaszub. Do końca XVIII wieku jednak, przedstawiciele rodziny utracili wszystkie działy w Tępczu. Tempscy jako drobna szlachta nie byli odnotowani jako urzędnicy ani posłowie, służyli za to w armii pruskiej. W 1 połowie XVII wieku Sebastian Tempski osiadł na Śląsku. Śląscy Tempscy mieli dobra w okolicach Bolesławca. Z nich Gustav Ferdinand von Tempsky (1828-1868) był oficerem pruskim, podróżnikiem i poszukiwaczem przygód i złota w Ameryce Środkowej, zginął w walkach z Maorysami w 1863 roku, zaś jego potomkowie osiedli na Hawajach.